# Europastraße 96
Die Europastraße 96 (kurz: E 96) durchquert die Türkei in west-östlicher Richtung durch den anatolischen Teil der Türkei beginnend in Izmir bis nach Sivrihisar. Als Autobahn ist die Europastraße nicht ausgebaut.

## Verlauf
Die Europastraße 96 führt von Izmir, wo sie von der Europastraße 87 abgeht, über die D 300 nach Turgutlu durch das Gediztal und Uşak über den Flusslauf des Banaz Çayı nach Afyonkarahisar. Von dort verläuft die E 96 über die D260 nördlich an Emirdağ vorbei und erreicht schließlich Sivrihisar, wo sie auf die E90 trifft.
Die Europastraße 96 durchquert die türkischen Provinzen Izmir, Manisa, Uşak, Afyonkarahisar und Eskişehir.